# مؤسسة تجارية

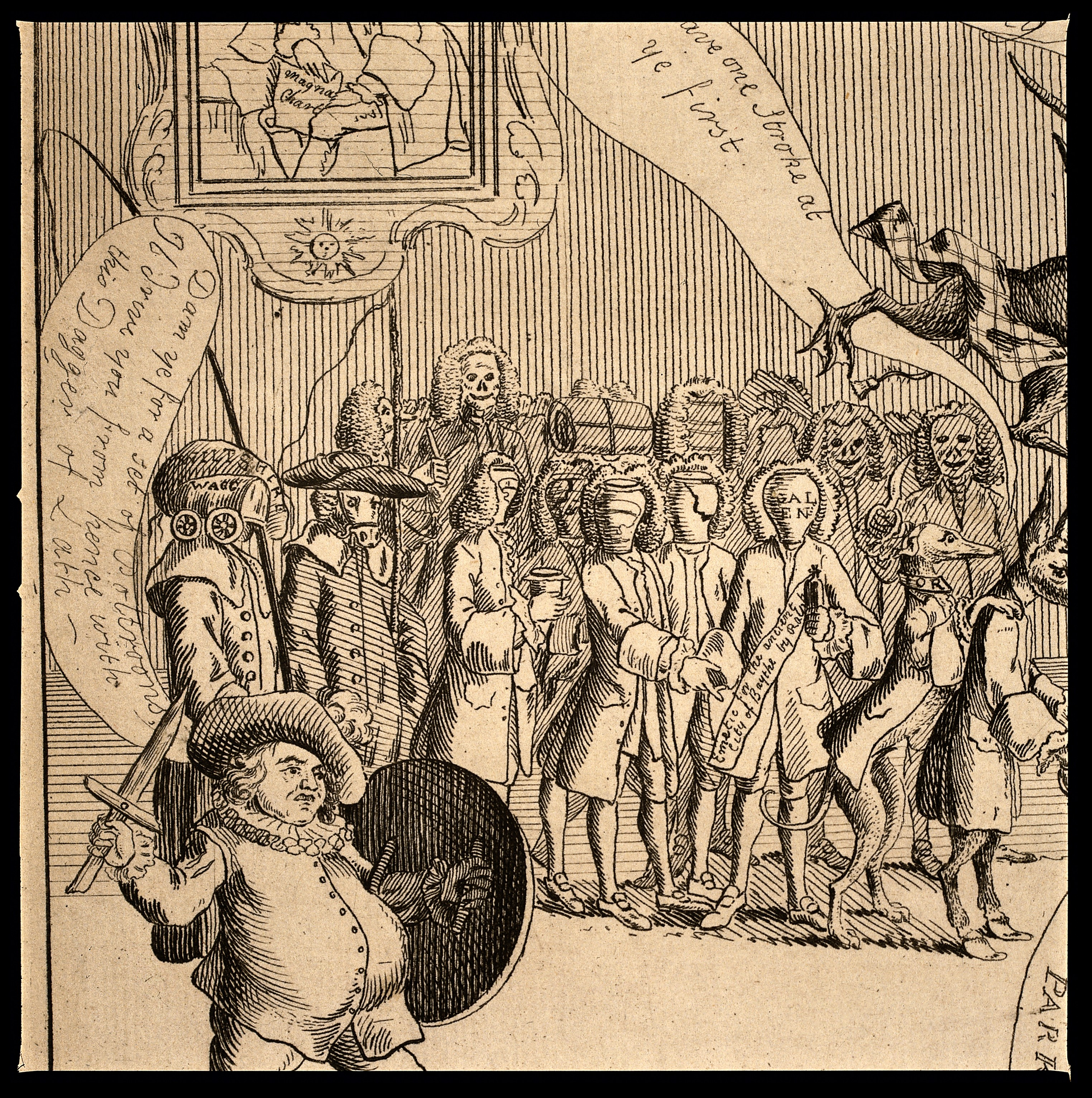

هذا الاسم مؤسسة تجارية يطلق على كل مؤسسة مكونة من مجموعة عمال أو موظفين يعملون لغايات ربحية أو للتحصيل المالي وأهم اهداف المؤسسة التجارية هو تسويق بضائع قد تنتجها المصانع التابعة لها أو ان تكون وكيلا لبضائع من الخارج خصوصا لتمكين المواطنين من المتاجرة بها. تأتي الشركات في العديد من الأنواع المختلفة ولكن يتم تقسيمها عادةً بموجب قانون الولاية القضائية حيث يتم تأجيرها استنادًا إلى جانبين: إما ما إذا كان يمكنهم إصدار الأسهم، أو ما إذا كانت قد شكلت لتحقيق ربح. يمكن تقسيم الشركات حسب عدد الملاك: إجمالي الشركة أو الشركة الوحيدة. موضوع هذه المقالة هو مجموع الشركات. الشركة الوحيدة هي كيان قانوني يتكون من مكتب واحد ("وحيد")، يشغله شخص طبيعي ("وحيد").
كانت المسؤولية المحدودة التي قدمتها مؤسسات الأعمال التجارية لمستثمريها أحد أكثر المزايا الأولى جاذبيةً بالمقارنة مع الكيانات التجارية الأقدم على غرار المنشآت الفردية والشراكات المشتركة. تعني المسؤولية المحدودة بأن المساهم السلبي لا يتحمل شخصيًا المسؤولية القانونية عن الالتزامات المتفق عليها في العقود التي أبرمت المؤسسة التجارية عليها أو عن الأضرار اللاإرادية التي ترتكبها مؤسسة تجارية بحق طرفٍ ثالث. لا تثير المسؤولية المحدودة في العقود جدلًا يذكر بسبب موافقة الأطراف الداخلة في العقود عليها وإمكانية الاتفاق على إسقاطها من خلال عقدٍ آخر. بيد أن المسؤولية المحدودة ما تزال موضوعًا مثيرًا للجدل في حال وقوع أضرار، وذلك نظرًا لعدم اتفاق الأطراف الثالثة على إسقاط حقهم في ملاحقة المساهمين في المؤسسة التجارية. ثمة دليل دامغ على أن المسؤولية المحدودة عن وقوع الأضرار قد تؤدي إلى مغالاة المؤسسات التجارية في المخاطرة وزيادة الأذى الذي تلحقه هذه المؤسسات بالأطراف الثالثة.
يشير مصطلح الشركات المساهمة إلى المؤسسات التجارية التي يسمح لها بطرح الأسهم في المواضع التي يصنِف فيها القانون المحلي المؤسسات التجارية تبعًا لقدرتها على طرح الأسهم. إذ تعد الأسهم نوعًا من أنواع الاستثمار في المؤسسات التجارية ويشار إلى أصحاب هذه الأسهم باسم المساهمين، في حين يشار إلى المؤسسات التجارية غير المساهمة التي لا يسمح لها بطرح أسهم باسم الشركات غير المساهمة وهي عبارة عن أصحاب المؤسسات التجارية غير المساهمة وهم بدورهم عبارة عن أشخاص (أو كيانات أخرى) كانوا قد أصبحوا أعضاء في المؤسسة التجارية ويشار إليهم باسم أعضاء المؤسسة التجارية. يشير مصطلحي المؤسسات التجارية الربحية والمؤسسات التجارية غير الربحية إلى المؤسسات التجارية المتشكلة في الأقاليم التي تصنف تبعًا لسماح القانون لها بجني الأرباح أم لا.
ثمة بعض التداخل بين المؤسسات التجارية المساهمة وغير المساهمة والمؤسسات التجارية الربحية وغير الربحية في أن المؤسسات التجارية غير الربحية يجب عليها دائمًا أن تكون غير مساهمة. أما المؤسسات التجارية الربحية فتكون في معظم الحالات مؤسسات مساهمة، ولكن قد تختار بعض المؤسسات التجارية الربحية أن تكون غير مساهمة. ولأجل تبسيط الشرح فحين ترد كلمة «مساهم» أو «حامل أسهم» في بقية هذه المقالة فإنها تشير إلى المؤسسات التجارية المساهمة ويفترض بأنها تعني عضوًا في مؤسسة تجارية غير ربحية أو مؤسسة تجارية ربحية غير مساهمة. تتمتع المؤسسات التجارية المسجلة بشخصية قانونية تعترف بها السلطات المحلية ويملك المساهمون فيها حصصًا وتعد مسؤوليتهم محدودة باستثماراتهم فيها على وجه العموم.
لا يتولى المساهمون في العادة إدارة المؤسسات التجارية بفاعلية بل يقوم المساهمون بانتخاب أو تعيين مجلس إدارة خاص يتولى زمام الأمور في المؤسسة التجارية بصفةٍ ائتمانية. كذلك يمكن في معظم الحالات أن يتولى أحد المساهمين منصب مدير المؤسسة أو أن يكون مسؤولًا فيها. تقوم البلدان التي تعتمد على مبدأ التشاركية في تقرير شؤون المؤسسات التجارية بمنح حق التصويت للعاملين في تلك المؤسسات حتى ينتخبوا ممثليهم في مجالس إدارة الشركات.

## الملكية والإدارة
تعود أحقية ملكية وإدارة أي مؤسسة تجارية إلى أعضائها من الناحية النظرية. يطلق على أعضاء الشركات التجارية المساهمة المشتركة اسم «المساهمين» وتحدد حصص كل منهم في ملكية وإدارة وأرباح المؤسسة التجارية حسب نسبة الحصص التي يملكونها في تلك الشركة. وبالتالي يحق لشخص يملك ربع الحصص في شركة مساهمة مشتركة أن يحصل على ربع الأرباح المجنية (أو ما لا يقل عن ربع الأرباح الممنوحة إلى المساهمين كحصة)، فضلًا عن تمتعه بربع مجموع الأصوات عند التصويت في الاجتماعات العامة.
أما في نوعٍ آخر من المؤسسات التجارية فإن من شأن الوثيقة القانونية التي تضع حجر الأساس للمؤسسة التجارية أو الشاملة لقواعدها الحالية تحديد شروط العضوية في تلك المؤسسة التجارية. تعتمد ماهية تلك الشروط على نوع المؤسسة التجارية المعنية. يتألف أعضاء التعاونيات العمالية من الأشخاص العاملين في تلك التعاونية. أما أعضاء الاتحادات الائتمانية فهم الأشخاص الذين لديهم حسابات في الاتحاد الائتماني.
تخضع النشاطات اليومية للمؤسسات التجارية في العادة إلى إدارة مجموعة من الأفراد يعيّنهم أعضاء المؤسسة أنفسهم. يمكن في بعض الحالات أن تقتصر هذه المهمة على فردٍ واحد، ولكن تخضع المؤسسات التجارية في الحالات الأكثر شيوعًا إلى إدارة لجنة أو مجموعة من اللجان الخاصة. هناك عمومًا نوعين من هيكليات اللجان.
تعرف اللجنة المفردة الواحدة باسم مجلس المدراء وهو النهج المفضل اتباعه في معظم البلدان العاملة بالقانون العام. يتألف مجلس المدراء وفقًا لهذا النموذج من مدراء تنفيذيين وآخرين غير تنفيذيين. يتولى المدراء غير التنفيذيين متابعة كيفية إدارة المدراء التنفيذيين للشركة.
تشيع هيكلية اللجنة المتألفة من مجلسين وهما مجلس المتابعة ومجلس الإدارة في البلدان التي تعتمد القانون المدني.
ينتخب العمال أعضاءً يمثلون نسبة ثابتة من مجموع أعضاء مجلس المؤسسة التجارية في البلدان التي تعتمد مبدأ التشاركية في الإدارة (على غرار ألمانيا).

## التشكيل
كانت المؤسسات التجارية تُستحدث تاريخيًا من خلال صكوك تصادق عليها الحكومة. أما في الوقت الحاضر فعادةً ما تسجل المؤسسات التجارية أنفسها لدى حكومة الولاية أو المقاطعة أو الحكومة المركزية إذ تنظم القوانين التي تقرها الحكومة عملها. يعد التسجيل الشرط الأساسي في ضمان حصول المؤسسة التجارية على حقها في المسؤولية المحدودة. أحيانًا ما يشترط القانون على المؤسسة التجارية تحديد عنوانها الأساسي بالإضافة إلى تسجيل وكيل خاص باسمها (تحديد شخص أو شركة من أجل تلقيهم الخدمات القانونية). كذلك يمكن أن يُشترط على المؤسسة التجارية تحديد وكيل أو غيره من الممثلين القانونيين.
يمكن عمومًا لمؤسسة تجارية ما تقديم العقود الخاصة بأحكامها التأسيسية إلى الحكومة واستعراض الطبيعة العامة لعملها وعدد الأسهم المجاز لها طرحها وسرد أسماء وعناوين مدرائها. يجتمع مدراء المؤسسة التجارية بعد الموافقة على الأحكام المرفوعة ويصيغون النظام الأساسي الذي يحكم الوظائف الداخلية لتلك المؤسسة مثل إجراءات عقد الاجتماعات وتحديد المناصب الإدارية.
لا يمكن من الناحية النظرية لمؤسسة تجارية الاحتفاظ بأسهم عائدة إليها. بيد أن أسهم الخزينة تعد استثناءً لذلك إذ تقوم فيها الشركة بإعادة شراء أسهم من مساهميها مما يخفض من أسهمها قائمة الدفع. وبصورة أساسية تصبح هذه الأسهم معادلًا لرأس المال غير المطروح والتي لا تصنف ضمن أصول المؤسسة في الميزانية العمومية (رأس مال سلبي).
ينظم قانون الولاية القضائية التي تعمل ضمنه المؤسسة التجارية معظم أنشطتها الداخلية فضلًا عن شؤونها المالية. غالبًا ما يشترط على المؤسسات التجارية التي تعمل خارج حدود دولتها التسجيل كمؤسسة تجارية أجنبية لدى الحكومات الأخرى وفي أغلب الحالات فإنها تخضع لقوانين الدولة المستضيفة لها في ما يتعلق بقوانين التوظيف والجرائم والعقود والإجراءات المدنية وما شابه ذلك.